# 302 West 12th Street
302 West 12th Street es un edificio residencial que mira al oeste hacia Abingdon Square Park en el distrito histórico de Greenwich Village en el lado oeste del Lower Manhattan en Nueva York (Estados Unidos).
Fue construido por los hermanos desarrolladores Bing & Bing con el estudio de arquitectura de Boak & Paris. Russell M. Boak y Hyman F. Paris dejaron el estudio de arquitectura de Emery Roth para iniciar su propia práctica en 1927.
El edificio se inauguró a fines del verano de 1931 y actualmente alberga 129 departamentos en condominio.

## Desarrollo
Fue parte de un desarrollo simultáneo de cinco edificios en el área. Bing & Bing también trabajó con Boak y Paris en 45 Christopher Street.
Eligieron al arquitecto Emery Roth tanto para 299 West 12th Street como para 59 West 12th Street.
Y eligieron trabajar con el arquitecto Robert T. Lyons en 2 Horatio Street.

## Rivalidad con Central Park West
Leo Bing, anunció el 1 de abril de 1929 que su firma había adquirido silenciosamente 75 lotes pequeños y edificios antiguos en gran parte alrededor de Abingdon Square, Sheridan Square y Jackson Square Park. Y los lotes se combinarían para permitir un conjunto de edificios de apartamentos de 17 pisos a mayor escala.
Dijo que su objetivo era "recrear todo el distrito como una contraparte moderna de la sección residencial de clase alta que alguna vez fue" y dijo que "competiría con Central Park West y el lado este de moda dentro de unos años". Citó el objetivo de la reinvención del vecindario como la razón de la construcción simultánea, diciendo que su esperanza era que "la transformación completa de la sección se pueda lograr lo más rápido posible".
Además, en términos más prácticos, mencionó la "inminente" Línea IND de la Octava Avenida y la reciente finalización de la Autopista elevada del lado oeste e incluso el Túnel Holland como un aumento de la accesibilidad y la demanda del área.
A pesar del comienzo de la Gran Depresión solo unos meses después del anuncio de Leo Bing, en septiembre de 1931 Bing & Bing informó que "los cinco nuevos edificios en Christopher, Horatio y West Twelfth Street están demostrando ser los más populares de todas las propiedades de apartamentos de Bing & Bing. Las llamadas han sido numerosas… y un alto porcentaje del espacio ha sido alquilado”.

## En la cultura popular
Este edificio apareció en la película Lucky Number Slevin de 2006 junto con su edificio hermano 299 West 12th Street.